# Amalia Redec
Amalia Leonilda Redec, född Tranberg, under en period Setterborg, den 4 maj 1812 i Göteborg, död 21 november 1885 i Göteborg, var en svensk tonsättare, pianist och pianolärare. Hon skrev och publicerade musik i romantisk stil.

## Biografi
Amalia Redec var dotter till Helena Charlotta Bronander och affärsmannen Eric Esaias Setterborg och äldst i sin syskonskara. Fadern ägde en fastighet och drev handelsrörelse på Drottninggatan. I hushållet fanns även barnens mor, mormor, tjänstefolk och bodbiträden.
År 1834 gifte Amalia Redec sig med den jämnårige  affärsmannen Johan Peter Redec och födde inom sex år fyra barn, varav två dog tidigt. På grund av makens konkurser och misslyckade affärsrörelser levde familjen ett kringflackande liv, bland annat i Uppsala, Stockholm, Småland och Frankrike. Strax före makens död 1850 flyttade Amalia Redec med sina två söner tillbaka till Göteborg, där hon kom att leva återstoden av sitt liv.

### Verksamhet
Från åren runt 1800-talets mitt finns den mesta av dokumentationen av Amalia Redecs musikaliska verksamhet och produktion. Hon uppges ha gett en offentlig konsert i Göteborg 1851. Åren 1850–1851 arbetade hon som musiklärare i Evangeliska Brödraförsamlingens flickskola och i Mathilda Halls skola. Samma tjänst kom senare att innehas av två av hennes systrar, Emma Mathilda och Ida Helena Setterborg.
Amalia Redecs publicerade kompositioner består bland annat av fyra sånghäften med sex sånger i vardera, en ”dans-portfölj” för piano-forte samt tonsättningen Tiggargossen med text av skandinavisten Assar Lindeblad. De två första sånghäftena gavs ut på Hedboms förlag i Stockholm. Del tre gavs ut på eget förlag i Göteborg 1853. Häfte nummer fyra trycktes i Köpenhamn, även det på eget förlag, troligen omkring 1855. Sångerna i de fyra sånghäftena är skrivna i tidens romantiska tonspråk. Pianostämmorna ligger bekvämt i handen och svårighetsgraden är anpassad för målgruppen duktigare amatörmusiker. Kompositionerna är programmatiska och rör sig oavbrutet mellan olika känslokaraktärer där skiftena i textens stämningsläge gestaltas med tydliga musikaliska medel, till exempel övergång från dur till moll eller byte av ackompanjemangsfigur.
Amalia Redecs tonspråk karaktäriseras av en bitvis oväntat avancerad harmonik och djärv kromatik. I Ny tidning för musik recenserades hennes tredje sånghäfte 1854. Texterna som hon valde att tonsätta var ofta författade av tidens kända namn såsom Tegnér, Stagnelius, Atterbom och Malmström. Sångerna rör sig huvudsakligen runt teman som känsloskildringar, stämningsbeskrivningar och naturromantik. Det tredje häftet har en genomgående mer dramatisk karaktär och sångerna handlar i högre grad om ödesmakt och separation.
I sångsamlingen Det sjungande Sverige – 100 kända och omtyckta sånger, 1874, finns Amalia Redec representerad med fyra sånger, något som tyder på att hennes musik, som idag är okänd, då var mer allmänt spridd. Valet av svårighetsnivå i pianostämmorna liksom valet av kända texter indikerar att hon troligen komponerade delvis med avsikt att kunna försörja sig på sin musik. Hennes publikationer, kompositionsstil och även den största delen av hennes eget musicerande, befann sig inom den salongs- och hemmamusiktradition inom vilken de flesta borgerliga kvinnors musikaliska verksamhet ägde rum. Detta var en tradition som senare hamnade i skymundan, bland annat i och med framväxten av ett offentligt konsertväsende.

## Verk
- Sånger vid piano-forte. H. 4 af Amalia Redec, Götheborg: På eget förlag, 1853
- Dansportfölj : för piano-forte. H. 1 af Amalia Redec, Götheborg : N. J. Gumperts Förlag, okänt år
- Sex sånger vid piano forte af Amalia Redec, Förlag: Stockholm : J. C. Hedbom, 1840-talet